# Gerald E. Brown
Gerald Edward Brown (Brookings, Dakota del Sur, Estados Unidos, 22 de julio de 1926-Nueva York, Estados Unidos, 31 de mayo de 2013) fue un físico teórico estadounidense especializado en física nuclear y astrofísica. Desde 1968 fue profesor en la Universidad de Stony Brook. Fue profesor distinguido emérito en el Instituto C. N. Yang de Física Teórica de la Stony Brook.

## Biografía
Brown obtuvo su título de grado en física en 1946 en la Universidad de Wisconsin y su maestría en 1948 en la Universidad Yale, la misma en la que obtuvo su doctorado en 1950. En 1957 obtuvo el título de doctor en ciencias en la Universidad de Birmingham bajo la dirección de Rudolf Peierls. En Birmingham dio clase desde 1955 y en 1959/60 se convirtió en profesor de física teórica. Entre 1960 y 1985 fue profesor en el NORDITA, en Copenhague, y además entre 1964 y 1968 fue profesor en Princeton y desde 1968 en la Universidad de Stony Brook, donde se convirtió en profesor distinguido de física en 1988.
Trabajó primerok en física atómica teórica (autoionización del vacío con Geoff Ravenhall en 1951, efecto Lamb en átomos pesados, interacciones electrón-electrón, cálculo preciso de la dispersión de Rayleigh). En física nuclear, donde fue durante décadas uno de los teóricos más destacados en el problema de los muchos cuerpos nuclear en física de partículas, trabajó, por ejemplo, con Mark Bolsteri en la resonancia de dipolo gigante, con Tom Kuo en interacciones efectivas de nucleones en núcleos atómicos, así como en teorías invariantes quirales de núcleos atómicos (con Mannque Rho y Dan-Olof Riska), es decir, teorías de campos con piones y otros mesones. Desde la década de 1970, trabajó frecuentemente en colaboración con Hans Bethe en ecuaciones de estado derivadas de la física nuclear en la teoría de estrellas compactas (colapso gravitatorio, supernovas, estrellas binarias con estrellas compactas como compañeras, desarrollo de agujeros negros, brotes de rayos gamma). Desde finales de la década de 1970, trabajó en modelos de bolsa de nucleones (modelo de bolsa quiral). En la década de 1980 trabajó también con Kevin Bedell en la teoría de líquidos de Fermi.

## Premios y reconocimientos
Brown recibió doctorados honoris causa de las universidades de Helsinki (1982), Birmingham (1990) y Copenhague (1998).
- Fellow de la Real Academia Danesa de Ciencias y Letras.
- Fellow de la American Physical Society.
- 1966: Medalla de Plata de la Universidad de Helsinki.
- 1974: Haederspris del Instituto Niels Bohr.
- 1975: Fellow de la Academia Estadounidense de las Artes y las Ciencias.[2]
- 1976: Premio Boris Pregel de la Academia de Ciencias de Nueva York.
- 1978: Académico de la Academia Nacional de Ciencias.
- 1982: Premio Bonner de la American Physical Society.
- 1992: Medalla John Price Wetherill del Instituto Franklin.
- 1996: Medalla Max Planck de la Deutschen Physikalischen Gesellschaft.
- 2001: Premio Hans Bethe de la American Physical Society.
- Fellow de la Academia Noruega de Ciencias y Letras.[4]